# کارا ویلسون
کارا ویلسون (انگلیسی: Kara Wilson؛ زادهٔ ۱۸ ژوئن ۱۹۴۴) بازیگر اهل بریتانیا است. وی بین سال‌های ۱۹۶۴ تا ۲۰۱۱ میلادی فعالیت می‌کرد.
از فیلم‌ها یا مجموعه‌های تلویزیونی که وی در آن‌ها نقش داشته‌است، می‌توان به جین ایر و دامبی و پسر اشاره نمود.